# Aristolochia kwangsiensis
Aristolochia kwangsiensis är en piprankeväxtart som beskrevs av Chun & F.C. How. Aristolochia kwangsiensis ingår i släktet piprankor, och familjen piprankeväxter. Inga underarter finns listade i Catalogue of Life.